# A orillas del mar
A orillas del mar (título original en inglés: By the See) es una novela de ficción histórica publicada en Reino Unido en 2001 por el escritor británico nacido en Zanzíbar (Tanzania) y ganador del Premio Nobel, Abdulrazak Gurnah. Es la sexta novela de Gurnah y fue publicada por primera vez en los Estados Unidos por The New Press el 11 de junio de 2001, en el Reino Unido por Bloomsbury Publishing en mayo de 2001 y en España por Ediciones Salamandra en 2021.

## Argumento
La novela está narrada, en parte, por un hombre llamado Saleh Omar, que intenta entrar al Reino Unido con un pasaporte falso. Omar también usa el seudónimo «Rajab Shaaban Mahmud», una identidad que robó para usarla en su pasaporte falso. La novela también está narrada, en parte, por Latif Mahmud, el hijo del verdadero Rajab Shaaban Mahmud, un hombre que resulta ser un sinvergüenza. Latif Mahmud también viaja a Europa, pero de una forma más legítima: obtiene una visa de estudiante para Alemania del Este y viaja por una ruta indirecta desde allí al Reino Unido. Tras narrar sus historias por separado, los dos personajes se reencuentran y finalmente se reconcilian. Rachel, una trabajadora social británica especializada en casos difíciles de inmigración, desempeña un papel crucial en la novela. Es ella quien contacta a Latif para pedirle ayuda con el caso de Saleh Omer, lo que posibilita el reencuentro de los dos protagonistas y ayuda a mostrar los sentimientos más profundos de Saleh Omar. 

## Recepción
Tras su publicación, By the Sea, fue en general bien recibida por los críticos y la prensa británica. 
Michael Pye, en una reseña para The New York Times, señala los ecos tímidos de la novela con el cuento de Herman Melville «Bartleby, el escribiente». Saleh Omar, el protagonista, cita el mantra de Bartleby: «Preferiría no hacerlo»; Pye argumenta que «al invocar a Melville, Gurnah abre una pequeña indagación sobre la naturaleza misma de la compasión».
La crítica Sissy Helff sostiene que la novela «es un buen ejemplo de una confrontación de los lectores con una imagen sumamente compleja de la difícil situación de los refugiados tras el movimiento y la migración».

## Premios
Fue preseleccionada para el Premio Booker y para el Los Angeles Times Book Prize.